# جيمي فرانكس (سياسي)
جيمي فرانكس (بالإنجليزية: Jamie Franks)‏ هو محامي وسياسي أمريكي، ولد في 26 ديسمبر 1972 في الولايات المتحدة. حزبياً، نشط في الحزب الديمقراطي. وقد انتخب عضو مجلس نواب مسيسيبي.